# Haley James Scott
Pour les articles homonymes, voir James Scott et Scott.
Haley Bob James Scott est un personnage fictif de la série télévisée Les Frères Scott, interprété par Bethany Joy Lenz. 
Le personnage de Haley est aussi apparu dans l'épisode 5 de la saison 2 de Life Unexpected aux côtés de sa partenaire Kate Voegele interprétant le rôle de Mia Catalano. Haley est la meilleure amie et belle-sœur de Lucas Scott, la femme de Nathan Scott et la mère de James Lucas Scott et de Lydia Bob Scott. Haley est la meilleure amie et belle-sœur de Peyton Sawyer. Et la meilleure amie de Brooke Davis qui est aussi la marraine de son fils. 

« Vous pouvez choisir de croire que le destin est responsable de tout vos malheurs ou que vous n'avez pas eu de chance ou fais de mauvais choix, ou vous pouvez choisir de vous battre. Dans le monde réel, la vie ne sera pas toujours juste, c’est comme ça. Mais, la plupart du temps, on récolte ce que l'on sème. Réfléchissez une petite minute, qu’est-ce qui est le pire ? Ne pas obtenir tout ce dont vous rêviez ou, l’obtenir, mais vous rendre compte que ça ne suffit pas ? Tout le reste de votre vie dépend de ce que vous faites en ce moment, des rêves que vous poursuivez, des décisions que vous prenez et de la personne que vous choisissez d’être. Il vous reste toute votre vie à vivre, c’est long, et le reste de votre vie commence aujourd'hui. »

— Haley James Scott (saison 5 épisode 2)

## Histoire du personnage
Haley Bob James, née le 1er février 1988 à Tree Hill en Caroline du Nord, est la mère de Jamie et Lydia James. Elle est la cadette d'une famille nombreuse, mais les trois seules dont nous entendrons parler sont Vivian, qui est l'aînée de tous ses frères et sœurs, Taylor, la sœur rebelle et irresponsable de la famille et Quinn, dont elle est la plus proche. Son meilleur ami, et ami d'enfance, est Lucas Scott.
C'est une jeune fille très douce, généreuse, intelligente et profondément gentille. Elle porte une bonté en elle qui peut la faire passer pour naïve alors qu'elle est loin de l'être. En dehors des cours, elle est serveuse au "Karen's Café", le café de la mère de Lucas, et donne des cours de soutien au lycée. C'est au cours de ces cours qu'elle rencontre son futur époux, Nathan Scott. Ils se marient à 16 ans malgré le désaccord de nombreux proches et prennent même un appartement tous les deux. Grâce à cette relation, elle devient très proche de Brooke et Peyton. 
Parallèlement, elle a une passion pour la chanson et décidera de partir en tournée pour assouvir ses envies. Cela provoque une tension dans son couple, mais les deux jeunes gens renouvellent leurs vœux finalement à 17 ans et ce n'est que 9 mois  plus tard qu'elle donne naissance à leur premier enfant, James Lucas Scott (Jamie). Quelques années plus tard, Haley accouche de leur second enfant, une petite fille prénommée Lydia Bob Scott, en hommage à sa mère décédée.

### Saison 1
Dans la saison 1, Haley est la meilleure amie de Lucas, qui est nouvellement entré dans l'équipe de basket du lycée. Tout comme lui, elle n'est pas très populaire et se fait également surnommer « l'intello ». Elle donnera toutefois des cours de soutien à Nathan pour qu'il laisse Lucas tranquille, au grand désespoir de son meilleur ami qui finit par l'apprendre. Finalement, Nathan et Haley sortent ensemble au bout de quelques mois, et se marient en cachette à la fin de la saison alors qu'ils ne sont âgés que de 16 ans. Cette nouvelle ne fait pas l'unanimité, notamment auprès de Deborah et Dan, qui avaient de tout autres plans pour leur fils.

### Saison 2
Dans cette saison, Haley et Nathan connaissent des jours difficiles car leur mariage précoce se trouve menacé de plusieurs façons. Chris Keller, découvre son grand talent de chanteuse et lui offre de partir en tournée avec lui, offre qu'elle acceptera dans l'épisode 13. Elle quitte toutefois la tournée et revient à Tree Hill lors du dernier épisode, mais Nathan est profondément blessé et trahi par son départ et il ne veut plus d'elle.

### Saison 3
Dans le début de la saison 3, Haley est de retour à Tree Hill mais Nathan souhaite annuler leur mariage. Alors qu'elle ne sait plus où aller, Brooke lui propose d'habiter avec elle dans l'ancien appartement d'Haley et Nathan. C'est à partir de là qu'elles deviennent de très bonnes amies. Pour aider Brooke et Peyton et pour pouvoir voir un peu plus Nathan, Haley décide de devenir pom-pom girl. Elle compose également une chanson pour l'album de Peyton, "Friends With Benefit". Elle se bat pour retrouver Nathan et cela fonctionne car ils se remarient finalement devant leurs amis à la fin de la saison. C'est Brooke qui crée sa robe de mariée qui était à l'origine pour Karen Roe qui devait se marier avec Keith Scott. 

### Saison 4
Dans la saison 4, Nathan et Haley ont de gros problèmes d'argent. De plus, Haley annonce à Nathan qu'elle est enceinte, ce qui complique encore un peu les choses, avant que Nathan ne se rende compte qu'Haley et son futur enfant sont les choses les plus importantes pour lui. Haley a ensuite un accident (elle se fait renverser volontairement par Daunte à qui Nathan devait de l'argent) et se réveille finalement après quelques heures dans le coma. Pour empêcher Deborah de replonger dans l'alcool et les médicaments et pour économiser de l'argent, Nathan et Haley décident d'habiter avec elle. Lors d'une soirée, tout le monde découvre une cassette assez compromettante concernant le passé de Nathan et Brooke, deux ans plus tôt. Haley pardonne à Nathan. Leur bal de promo se passe bien et Haley donne naissance à un petit garçon le jour de la remise des diplômes (où elle est major de sa promotion). Ils nomment l'enfant James Lucas Scott, dont Lucas et Brooke sont les parrain-marraine.

### Saison 5
La saison 5 se passe 4 ans après la sortie du lycée. Haley est, maintenant, enseignante de littérature au lycée de Tree Hill, bien que ses élèves lui donnent du fil à retordre. Haley rencontre des problèmes conjugaux avec Nathan, qui est devenu handicapé à la suite d'un accident et se referme sur lui-même. Leur fils, Jamie, a maintenant quatre ans et demi. Il est fan de son papa et adore le basket. Haley se rapproche également, durant cette saison, de Peyton car cette dernière a ouvert son propre label musical appelé « Red Bedroom Records » et parce que cette dernière appela Haley au secours pour l'aider avec un groupe un peu difficile. C'est d'ailleurs Haley qui saura voir le talent en Mia, qui deviendra le nouveau talent de "Red Bedroom Records". Elle engage une « nounou sexy », Carrie, pour garder Jamie mais craint qu'elle ne séduise Nathan. Elle n'avait pas tout à fait tort. Haley se méprend en trouvant Nathan et Carrie nus dans la salle de bain (alors que Carrie s'y est introduite contre le gré de Nathan qui s'apprêtait à la chasser), jette Nathan dehors et demande par la suite le divorce. Mais Nathan revient à la maison, et ils finissent par se remettre ensemble après que Jamie se soit fait enlevé par la nounou folle, Carrie   pendant le mariage de Lindsey Strauss et Lucas Scott. Haley se décide aussi à chanter de nouveau pour le label de son amie Peyton et écrit plusieurs chansons dont « Feel This » qu'elle chante en fin de saison.

### Saison 6
Haley continue d'enseigner au lycée de Tree Hill tout en s'occupant de son petit garçon. Elle pousse Nathan à reprendre le basket afin qu'il réalise son rêve. De son côté, elle se remet à la musique. Elle écrit quelques chansons qu'elle compte bien enregistrer avec Peyton. Son fils Jamie se lie d'amitié avec Quentin, un jeune basketteur des Ravens et élève de Haley, mais celui-ci est tué par un psychopathe dans une station-service. Le petit garçon a du mal à se remettre de cette disparition. 
Une nouvelle élève, Sam, intègre la classe d'Haley et celle-ci se rend compte que Sam est douée pour écrire. Mais Haley découvre que Sam n'a pas de famille et qu'elle dort dans une voiture. Elle demande alors à Brooke, qui veut un enfant, de l'héberger.
Haley choisit de publier la nouvelle de Sam dans le journal du lycée même si la principale du lycée n'est pas d'accord. Elle se fait renvoyer du lycée car elle refuse de s'excuser publiquement pour cette affaire. Elle devient alors productrice à plein temps sur le deuxième album de Mia. Haley se rend tout de même compte qu'enseigner lui manque. Peyton lui apprend qu'un chanteur est intéressé par une de ses chansons, et elle est étonnée de voir que le chanteur en question est Nick Lachey. Haley hésite à « vendre » sa chanson puis se rétracte en imposant sa condition, être productrice de la chanson. Quelque temps plus tard, elle et Brooke organisent une fête pour la venue du bébé de Peyton, qui est forte en émotion. Haley est également chargée de l'organisation du mariage de Lucas et Peyton pour être finalement celle qui les marie (à la demande de Lucas quand il s'avère que leur prêtre n'est pas disponible).

### Saison 7
Depuis le départ de Peyton, Haley a pris la présidence de Red Bedroom Records. Elle s'est remise à la musique et enregistre son nouvel album. Elle reçoit la visite de sa grande sœur Quinn qui s'installe chez les Scott puis part habiter chez l'agent de Nathan, Clay. 
Les choses se gâtent quand une jeune femme, Renee, annonce que Nathan est le père de l'enfant qu'elle porte. Haley doute alors de la sincérité de Nathan. Pour éviter que la nouvelle ne s'ébruite, Nathan et Haley se demandent s'ils ne doivent pas payer Renee pour qu'elle se taise, mais la nouvelle se retrouve vite en première page d'un tabloïd. 
Le soir du défilé de mode de Brooke, Renee vient provoquer Haley et celle-ci la gifle violemment. Cette scène se retrouve sur Internet et Renee porte plainte contre Haley qui se retrouve en prison. Là-bas, Renee vient voir Haley et lui déclare qu'elle va abandonner les charges mais lui confie que Nathan l'a appelée plusieurs fois et qu'elle devrait regarder les relevés téléphoniques de son mari. Enfin sortie de prison, Haley vérifie les relevés téléphoniques, ce qui la fait encore plus douter de la fidélité de Nathan.
Afin de régler ce problème le plus vite possible, et pour protéger son fils, Haley décide de payer une forte somme pour que Renee se rétracte. Ce qu'elle ne fera finalement pas. La sincérité de Nathan et le mensonge de Renée seront finalement prouvés et tout s'arrangera.
Lorsque Nathan se voit proposer un poste basketteur à Barcelone, Haley, elle, doit partir en tournée pour promouvoir son nouvel album qui fait un carton dans le monde. Alors qu'elle s'apprête à refuser de faire la tournée, Nathan redevient un joueur des Bobcats (avec l'aide de Clay). Haley part avec Jamie et Nathan faire sa tournée durant six semaines et finit en beauté par un concert sur le stade de Tree Hill.  
Sa mère Lydia fait son grand retour à Tree Hill et annonce à elle ainsi qu'à ses sœurs Quinn et Taylor qu'elle a un cancer du pancréas et qu'il ne lui reste que peu de temps à vivre et qu'elle ne veut aucun traitement. Haley tentera de la faire changer d'avis et finira par accepter son choix. Après le décès de Lydia, Haley tombe dans une grosse dépression, elle n'a plus goût à rien même plus à la musique. Elle crie sur Jamie et évite Nathan. Elle s'interroge même sur l'intérêt d'un monde qui se révèle, pour elle, complètement brisé. Puis elle sautera dans la piscine pour essayer de se suicider, elle expliquera ensuite que ce plongeon lui a donné l'envie de vivre. Elle ira de mieux en mieux et à la fin de la saison 7, elle apprend à Nathan qu'elle est enceinte et qu'elle pense que c'est une fille.

### Saison 8
Dans cette 8e saison, Haley se retrouve dans une situation très compliquée. Enceinte d'un second enfant, elle devra gérer l'éducation de son fils, Jamie et sa carrière musicale. Pendant ce temps, Nathan ne sera pas beaucoup présent étant donné qu'il prépare son entrée dans la NBA. Haley découvre que sa grande sœur et son petit ami Clay (qui est aussi l'agent de Nathan) se sont fait tirer dessus par Katy celle qui ressemble à Sarah (l'ex-femme de Clay). Heureusement, les deux s'en sortent. Haley devient très proche de Brooke dans cette saison. Nathan décide de quitter la NBA. Il est maintenant un agent de basket. Haley travaille toujours au label avec Mia car Peyton est partie il y a 1 an. Durant cette saison, Haley deviendra aussi employée dans un centre d'aide pour la dépression, elle répondra au téléphone et tombera sur une chanteuse qui lui plaira et qui signera pour son label.
Elle accouche de son second enfant (épisode 18), une petite fille, Lydia Bob Scott. Le parrain est Clay Evans et la marraine est Quinn James.
Elle rouvrira avec Brooke le Karen's café.

### Saison 9
Haley, après avoir donné naissance à Lydia, se déplace en prenant un nouveau partenaire dans le studio. Cependant, elle est consternée de découvrir que le partenaire n'est autre que Chris Keller, qui a déjà convaincu le label de lui permettre de rester. Au baptême de ses filleuls Davis et Jude, Haley est surprise quand Dan vient la voir en lui disant qu'il a perdu son restaurant dans un incendie, et lui demande de l'héberger pendant quelques jours le temps qu'il se trouve un logement. Bien que réticente, Haley décide de lui permettre de rester à condition de ce que Nathan décide lors de son retour. Mais Nathan a été enlevé et ne rentre pas. Haley soupçonne Dan d'être à l'origine de sa disparition. Lucas revient pour prendre Jamie et Lydia avec lui jusqu'à ce qu'Haley retrouve Nathan. Haley va ensuite à la police pour demander de l'aide afin de retrouver Nathan. Un des policiers est en fait l'un des ravisseurs qui est payé pour tuer Nathan. Comme les policiers ne font rien, Haley prend les choses en mains et atteint le point de supplier Dan de l'aider. Nathan est finalement retrouvé avec l'aide de Dan (qui meurt d'une balle reçue lors du sauvetage), Julian et Chris Keller.
Quelques années plus tard, Haley travaille et chante toujours au Karen's café et est toujours mariée à Nathan. Ils sont supporters de leur fils Jamie, 16 ans, qui est entré dans l'équipe des Ravens du lycée.

## Coupes de cheveux de Haley
Lors de la saison 1, Haley a les cheveux châtain foncé mi-longs lisses. Dans la saison 2 ses cheveux deviennent plus clairs . Elle a toujours les cheveux lisses mi-long et porte une frange au cours de la saison ses cheveux poussent et on découvre des mèches blondes vers la fin de la saison. Dans la saison 3 et la moitié de la saison 4 elle reste blonde avec des cheveux long la plupart du temps lisses. Dans le reste de la saison 4 elle devient châtain clair avec une frange et porte toujours les cheveux long. Dans la saison 5 changement radical on la découvre 4 ans et demi plus tard totalement brune avec un carré très court et avec une frange. Lors de la saison 6 ses cheveux sont bien plus long elle est toujours brune mais a fait quelques mèches rousses sur le devant pour donner un peu de lumière à ses cheveux elle les aura la plupart du temps en brushing très souple. Dans la saison 7 là voilà rousse avec les cheveux lisses ou bien bouclés mi-long et une frange. Lors de la saison 8 elle retourne au blond très lumineux ses cheveux sont longs, elle les recoupe au niveau des épaules avec un blond un peu roux lisses. Dans la saison 9 elle retourne au blond simple en carré. Lors des dernières minutes du tout dernier épisode de la saison 9 on la voit quelques années plus tard toujours blonde mais avec les cheveux long lisses comme lors de la saison 3.

### Travail
Durant son adolescence, Haley a travaillé au Karen's café, comme serveuse. Dans la saison 2 elle se met à chanter au café, et pour un concert de Peyton, ce qui lui permettra de faire une tournée, et l'éloignera de son mari... Elle abandonne la musique à la fin de la saison pour retourner auprès de Nathan, et recommence son travail de serveuse au début de la saison 3.
Après 4 ans d'études, Haley devient Professeur de littérature dans son ancien lycée, mais est renvoyée vers la fin de la saison 6 pour avoir publié la nouvelle de Samantha Walker, la fille d'accueil de sa meilleure amie, Brooke Davis, dans la gazette du lycée, contre l'avis de la Principale.
Après cet événement, elle reprend sa carrière de chanteuse et sort un album qui connaît un franc succès car de nombreux fans sont au rendez-vous.
À la fin de la saison 8, elle rouvre le Karen's Café avec Brooke et elle continue d'y travailler et y chanter toute la saison 9.

## Anecdotes
- Haley a la phobie des clowns. (saison 2 épisode 13)
- Le premier animal de compagnie qu'Haley a eu était un lapin nommé "Bugs Bunny". (saison 1 épisode 2)
- Elle mesure 1,63 m. (saison 7 épisode 15)
- Elle considère les macaroni aux fromage comme la nourriture des Dieux. (saison 1 épisode 9)
- Elle déteste la couleur rose. (saison 2 épisode 15)
- Son parfum de glace préféré est la glace à la menthe et aux pépites de chocolat. (saison 9 épisode 8)